# Умеће ратовања
Умеће ратовања је кинески војни трактат кога је у 6. веку п. н. е. написао Сун Цу. Састоји од 13 поглавља (Стратегијске процене, Вођење битке, Планирање опсаде, Формација, Сила, Празнина и Пуноћа, Оружана борба, Прилагођавање, Маневрисање војском, Терен, Девет земљишта, Напад ватром и Шпијуни), свако од којих је посвећено једном аспекту ратовања. Дуго је времена хваљено као најбоље дело војне стратегије и тактике свог времена.
„Умеће ратовања“ се такође сматра једном од најстаријих војних књига на свету. Такође се сматра једним од најутицајнијих књига на војну теорију и пословне стратегије, како на Истоку тако и на Западу. Сун Цу је био први мислилац који је схватио значење положаја у стратегији и да на положај утичу, како објективне околности физичке околине, тако и субјективно мишљење супарника у тој околини. Он је научавао да стратегија није планирање у смислу прављења листе поступака, него да захтева брзе и одговарајуће одговоре на промене околности. Планирање делује у контролисаној околини, али у компетитивној околини планови се сударају стварајући непредвиђене ситуације.
Књигу је на Западу први пут објављена године 1782. у преводу француског језуита Жана Жозефа Марија Амиоа, на чему неки темеље теорије да је утицала на Наполеона, али и на планирање операције Пустињска олуја.. Вође као што су су Мао Цедунг, генерал Во Нгујен Ђап и генерал Даглас Макартур су тврдили да су пронашли надахнуће у том делу.
Књига „Умеће ратовања“ се такође примењивала на пословне и менаџерске стратегије.

## Културни утицај

### Војне и обавештајне примене
Широм источне Азије, Умеће ратовања је било део наставног плана за потенцијалне кандидате на испитима за војну службу.
Током Сенгоку периода (око 1467–1568), сматра се да је јапански даимјо са именом Такеда Шинген (1521–1573) постао скоро непобедив у свим биткама без ослањања на оружје, зато што је студирао Умеће ратовања. Ова књига му је чак дала инспирацију за његов познати борбени стандард „Фуринказан” (Ветар, шума, ватра и планина), са значењем брз као ветар, тих као шума, дивљи попут ватре и непокретан као планина.
Преводилац Самјуел Б. Грифит нуди поглавље о „Сун Цуу и Мао Цедунгу” где се Умеће ратовања цитира као утицај на Маова дела О герилском ратовању, О дуготрајном рату и Стратешки проблеми кинеског револуционарног рата, и укључује Маов цитат: „Ми не смемо омаловажавати казивања у књизи Сун Ву Цуа, великог војног стручњака древне Кине, Знајте свог непријатеља и знајте себе и моћи ћете да се борите у хиљаду битака без пораза.”
Генерал Во Нгујен Ђап је успешно имплементирао тактике описане у Умећу ратовања током битке код Дијен Бијен Фуа којом је окончано значајније француско учешће у Индокини, и чиме се дошло до договора којим је подељен Вијетнам на север и југ. Генерал Во, касније главни ПВА војни командир у Вијетнамском рату, био је страствени студент и практичар Сунових идеја. Амерички пораз у том рату је више од било ког другог догађаја скренуо пажњу лидера америчке војне теорије на Сун Цуа. Током Вијетнамског рата, неки од Вијетконшких официра су екстензивно студирали Умеће ратовања и по неким наводима су могли да рецитују читаве пасусе напамет.
Фински фелдмаршал Манерхајм и генерал Аксел Ајро били су помни читаоци Умећа ратовања. Обоје су прочитали ово дело на француском; Ајро је држао француски превод књиге на свом ноћном сточићу у својом стамбеном простору.
Одељење војске у Сједињеним Државама, преко свог Колеџа за командно и генералштабно особље, наводи Умеће ратовања као један пример књиге која се треба држати у библиотекама војних јединица. Умеће ратовања је уврштено у Професионалну литературу програма Маринског корпуса Сједињених Држава (раније познато као Заповеднички попис литература). Ово дело се препоручује се читање свим војно обавештајним службеницима Сједињених Држава. Према истим ауторима, стратегија of обмане из Умећа ратовања је била студирана и широко примењивана у КГБ пракси: „Ја ћу приморати непријатеља да узме нашу снагу за слабост, а нашу слабост за снагу, и то ће претворити његову снагу у слабост”. Ову књигу су нашироко цитирали КГБ официри задужени за дезинформационе операције у новели Владимира Волкофа Монтажа.

### Примене изван војске
Умеће ратовања је примењено на многа поља која су изван војске. Највећи део текста говори о томе како се водити рат без стварног улажења у битке: даје савете о томе како надмудрити противника тако да физичка битка није неопходна. Као таква, књига је пронашла примену као водич у обуци за многа конкурентна настојања која не укључују стварну борбу.
Многе пословне књиге су примениле лекције преузете из ове књиге на канцеларијску политику и корпоративну стратегију. Многе Јапанске компаније имају ову књигу на списку неопходне литературе за њихове кључне руководиоце. Књига је исто тако популарна у западним пословним круговима који наводе њену утилитарну вредност у погледу управљачких пракси. Многи предузетници и руководиоци су у њој нашли инспирацију и савете за успешно деловање у конкурентним пословним ситуацијама. Књига је такође била примењена на подручју образовања.
Дело Умеће ратовања је било предмет правних књига и правних чланка о судском процесу, укључујући тактику преговарања и стратегију суђења.
Умеће ратовања је исто тако нашло примену у свету спорта. Познато је да је NFL тренер Бил Беличик упознат са књигом и да је користио њене поуке у стицању увида у припремама за игре. Тренери аустралијског крикета, као и бразилског фудбала Луиз Фелипе Сколари и Карлос Алберто Пареира, примењивали су овај текст. Сколари је захтевао од фудбалска репрезентација Бразила из 2002 да студира овај антички рад током њихове успешне кампање.
Умеће ратовања је често навођено током развоја тактике и/или стратегије у електронским спортовима. Једна од основних књига о е-спорту, „Играј да победиш“ коју је написао Дејвид Сирлин, заправо је само анализа могућих применама идеја из „Умећа ратовања“ у модерним електронским спортовима.
Умеће ратовања је издато 2014. године као пратећа електронска књига за -Europa Universalis IV}-, статегијску игру фирме -Paradox Development Studios}-, са предговором Томаса Јохансона.

### Значајни преводи
- Sun Tzu on the Art of War. Lionel Giles, trans. London: Luzac and Company. 1910.
- The Art of War. Samuel B. Griffith, trans. Oxford: Oxford University Press. 1963. ISBN 978-0-19-501476-1. Part of the UNESCO Collection of Representative Works.
- Sun Tzu, The Art of War. Thomas Cleary, trans. Boston-Shaftsbury: Shambhala. 1987.
- The Art of Warfare. Roger Ames, trans. Random House. 1993. ISBN 978-0-345-36239-1.
- The Art of War. John Minford, trans. New York: Viking. 2002. ISBN 978-0-670-03156-6.
- The Art of War: Sunzi's Military Methods. Victor H. Mair, trans. New York: Columbia University Press. 2007. ISBN 978-0-231-13382-1.
- The Art of War: Spirituality for Conflict. Thomas Huynh, trans. Skylight Paths Publishing. 2008. ISBN 978-1594732447.

Ову књигу је превео на асамски језик Утпал Дата и објављена је у редакцији Асом Сахитје Сабе.
Ова књига је преведена на манџуријски језик као ᠴᠣᠣᡥᠠᡳ
ᠪᠠᡳᡨᠠ
ᠪᡝ
ᡤᡳᠰᡠᡵᡝᠩᡤᡝ Вили: Tchauhai paita be gisurengge, Мелендорф: Coohai baita de gisurengge, Дискурс о Умећу ратовања.
Први манџуријски преводи кинеских радова су били дела писаца Љу-тао 六韜, Су-шу 素書, и Сан-луех 三略 – од којих су сви кинески војни текстови посвећени уметности ратовања услед манџурског интереса у ту тему, као и рад Сун Цуа Умеће ратовања. Преводе војних текстова из кинеског у манџурски је урадио Дахај. Манџурски преводи кинеских текстова су обухватали поред војних текстова и Казнени закон Минг династије, који је исто тако превео Духај. Захтев за израду ових превода је Дахују издао Нурхаци, џурџијски старешина. Војни текстови Вуција су преведен на манџуркси заједно са Умећем ратовања. Кинеска историја, кинески закон, и кинеска војна теорија су преведени на манџурски током владавине Хонг Тајђи, цара династије Ћинг. На манџурски је преведена и кинеска новела која обрађује војну тематику са насловом Романса три краљевства. Захтев за преводе је постављен 1629. године. Иако су то углавном биле административне и етичке смернице које чине већину рада Сан-луеха и Су Шуа, војна наука је била присутна у делу писца Љу-Тао и кинеским војним приручницима.
Још један превод на манџурски језик је урадо Ајсин Гиоро Ћијинг.